# Glyphodes mascarenalis
Glyphodes mascarenalis is een vlinder uit de familie van de grasmotten (Crambidae), uit de onderfamilie van de Spilomelinae. De wetenschappelijke naam van deze soort is voor het eerst voorgesteld door Joseph de Joannis in een publicatie uit 1906.

## Verspreiding
De soort komt voor op Mauritius, La Réunion en de Comoren.

## Waardplanten
De rups leeft op soorten van het geslacht Hibiscus (Malvaceae).